# 糖脂

糖脂

糖脂（英語：Glycolipid）是通过糖苷键连接的碳水化合物的脂质。它们的作用是保持膜的稳定性并促进细胞识别。 在所有真核细胞膜的表面上发现这些碳水化合物。它们从磷脂双层延伸到细胞外的含水环境中; 磷脂双层作为特定化学物质的识别位点，有助于保持膜的稳定性并使细胞彼此附着以形成组织。

## 结构

糖脂的化学结构。

糖脂的基本结构是由糖的半缩醛羟基通过糖苷键与脂质相连而成。其非脂部分为糖基，脂部分为鞘氨醇或甘油，而且糖脂可根据脂部分的构成而再分为鞘糖脂与甘油糖脂。
糖脂在生物体分布很广，但含量较少。鞘脂类是动、植物的重要组份，在神经系统中含量很高。鞘糖脂分布在膜脂双层的外侧层中，非极性的碳氢长链在外侧脂层中，极性的糖链伸展到胞外水相中。细胞内有极少量糖脂，是合成糖链过程的中间载体。
- 鞘脂类：鞘脂类分子由3部分组成：鞘氨醇，是长链的带有氨基的二醇，链长约18碳原子；长链脂肪酸，链长约18～26碳原子，以酰胺键与鞘氨醇结合，称为神经酰胺；极性头部，通常联接在鞘氨醇第一个碳原子的羟基上；不同的鞘脂有不同的极性基团，如含有磷酸的鞘磷脂，含有糖基的鞘糖脂；鞘糖脂分子中含一个糖基的称为脑苷脂；含多个糖基的分为中性鞘糖脂和酸性鞘糖脂（含有唾液酸）。
- 其他类：糖基酰基甘油的分子中，糖基和甘油的一个羟基以糖苷键相联，甘油其他两个羟基各与一个脂肪酸相联；在动植物组织中都有发现。细菌常产生各种糖脂；糖基甘油（糖、脂肪酸形成的脂类，糖基部分多为D-甘露糖、D-葡萄糖）；含糖磷脂（和通常的磷酸甘油脂混在一起，以糖基代替碱基、醇的位置）；以及含苯酚末端的羟基烃形成的糖苷等；从分枝杆菌的荚膜中分离出一种有毒糖脂，是海藻糖、分枝脂肪酸形成的双酯；能促使索状长链的连接；分枝杆菌中还有一些长链脂酸或烃基衍生物的糖苷，糖基部分常为二糖或三糖。

## 代谢

### 糖苷水解酶
糖苷水解酶催化糖苷键的断裂。在将聚糖(glycan)加入到脂质中以代表最终的寡糖结构后，它们被用于修饰聚糖。它还参与将糖脂自然降解成其非缀合物(non-conjugated)形式。然后脂质和碳水化合物将其作为体内能量的常见用途。

## 功能

### 细胞间相互作用
糖脂在人体内的主要功能是作为细胞间相互作用的识别点。糖脂的糖会与邻近细胞的特定互补碳水化合物或凝集素（碳水化合物结合蛋白）结合。这些细胞表面标志物的相互作用是细胞识别的基础，并引发细胞反应，从而促进调节、生长和细胞凋亡等活动。

### 免疫反应
白细胞和内皮细胞在炎症期间的相互作用就是糖脂在体内发挥作用的一个例子。白细胞和内皮细胞表面的一类凝集素--选择素会与糖脂上附着的碳水化合物结合，从而启动免疫反应。这种结合会使白细胞离开血液循环，聚集在炎症部位附近。这是最初的结合机制，随后整合素的表达会形成更强的结合，使白细胞向炎症部位迁移。糖脂还负责其他反应，特别是病毒对宿主细胞的识别。

## 参看
- 糖萼
- 糖蛋白
- 尼曼匹克症C型 (Niemann-Pick disease, Type C)